# موری شیسگال
موری جوزف شیسگال (۲۰۲۰-۱۹۲۶ میلادی) نمایشنامه‌نویس و فیلمنامه‌نویس امریکایی بود.

## نوشته‌ها
- ماشین‌نویس‌ها و ببر، ترجمهٔ فارسیِ پرویز صیّاد
- گاوچران، سرخ‌پوست، و فمینیست دوآتشه، ترجمهٔ فارسیِ حسن ملکی
- عِچق، ترجمهٔ فارسیِ شهرام زرگر (فیلمِ عشق (۱۹۶۷) بر اساسِ این نمایشنامه است.)